# 12990 Josetillard
A 12990 Josetillard (ideiglenes jelöléssel (12990) 1981 EB17) a Naprendszer kisbolygóövében található aszteroida. Schelte J. Bus fedezte fel 1981. március 6-án.

## Kapcsolódó szócikk
- Kisbolygók listája (12501–13000)